# Aliança Democrática de 23 de Maio para a Mudança
Aliança Democrática de 23 de Maio para a Mudança (em francês:  Alliance démocratique du 23 mai pour le changement; abreviadamente ADC) é um grupo rebelde tuaregue do Mali, formado em 2006 por ex-combatentes da insurgência tuaregue no Mali da década de 1990.
A ADC foi fundada por Iyad ag Ghali, Hassan Ag Fagaga, Ibrahim Ag Bahanga e Amada Ag Bibi para tornar-se a ala política da rebelião.
Surgida por ocasião da rebelião tuaregue que começou em 23 de maio de 2006, este movimento visava unificar as demandas do povo tuaregue no norte do Mali. Foi uma expressão do descontentamento do povo desta região, especialmente no que diz respeito à implementação dos acordos que puseram fim às grandes rebeliões tuaregues dos anos 1990.
Depois de começar com os combates que levaram à tomada de postos militares de Kidal e Ménaka, as forças da Aliança se reagruparam nas Montanhas Tigharghar.
Em 4 de julho de 2006, com a ajuda da mediação do governo argelino, e o apoio da Aliança Democrática, o governo maliano, representado pelo Ministro da Administração Territorial e Comunidades Locais, Kafougouna Koné, assina o Acordo de Argel para a Restauração da Paz, da Segurança e do Desenvolvimento na região de Kidal.
No final de setembro de 2006, a Aliança Democrática enfrenta os salafistas argelinos do Grupo Salafista para Pregação e Combate (GSPC), que pretendiam estabelecer uma base de retaguarda no norte do Mali.
Na primavera e no verão de 2007, várias figuras do movimento separam-se para retomar os combates e fundar a Aliança Tuaregue Níger-Mali, a fim de cooperar com o Movimento dos Nigerinos para a Justiça (MNJ), do Níger.
Liderada por Ibrahim Ag Bahanga, uma facção do grupo tuaregue continuou a operar sob o nome Aliança Democrática, apesar da maioria dos membros permanecerem sob cessar-fogo. Em julho de 2008, a maioria desses elementos, juntamente com grande parte da divisão que se seguiu a Ag Bahanga, alcançou outro acordo com o governo do Mali em Argel. Ag Bahanga e uma facção desse grupo rejeitaram o acordo e fugiram para a Líbia. No final de 2008, esta facção voltou a combater, operando sob o nome de Aliança Tuaregue do Norte do Mali para a Mudança (Alliance Touareg du Nord Mali pour le Changement, ATNMC). O governo do Mali argumenta desde 2007 que a facção de Ag Bahanga constitui um "bando de marginais" que estavam "isolados da simpatia da comunidade tuaregue", motivados principalmente pelas lucrativas operações de contrabando trans-sahariano que operam da cidade natal de Ag Bahanga, Tin-Zaouatene.  Ag Bahanga e os outros líderes de sua facção afirmam que o governo do Mali oprime a população tuaregue do norte, e repetidamente não cumpriu seus acordos com a ADC e outros grupos.  Observadores externos também especularam que as rivalidades internas entre os tuaregues, das confederações de Kel Adagh (em torno de Kidal) e Ouilliminden, frustraram as tentativas de paz. 
Em 17 de fevereiro de 2009, a Aliança Democrática de 23 de Maio para a Mudança, após difíceis negociações com a Argélia como mediadora, concorda em depor as armas. Uma cerimônia recebe em Kidal 700 combatentes, as armas são restituídas  às autoridades do Mali. Os elementos que desertaram das unidades militares malianas para se juntarem à aliança são reintegrados. Ibrahim Ag Bahanga é derrotado pelo exército maliano e exila-se na Líbia..